# 9232 Miretti
9232 Miretti eller 1997 BG8 är en asteroid i huvudbältet som upptäcktes den 31 januari 1997 av den italienska astronomen Vittorio Goretti i Pianoro. Den är uppkallad efter Manlio Miretti.
Asteroiden har en diameter på ungefär 3 kilometer.